# Battaglia della Tablada
La battaglia della Tablada fu uno scontro bellico avvenuto nell'ambito delle guerre civili argentine tra un esercito unitario, agli ordini del generale José María Paz, ed uno federale, comandato da Juan Facundo Quiroga. La battaglia fu combattuta nelle vicinanze della città di Córdoba, nel luogo ove in seguito è sorto il quartiere di Cerro de las Rosas, il 22 e il 23 giugno 1829.
Lo scontro si concluse con la netta vittoria dell'esercito unitario; il generale Paz poté grazie ad essa prendere il pieno controllo della provincia di Córdoba, da dove diede impulso ad una coalizione che si oppose al potere dei governatori federalisti del litorale.

## Antefatti

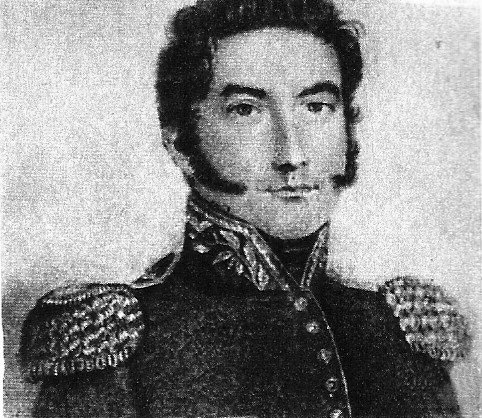
Il generale José María Paz nel 1829, anno in cui si svolse la battaglia. Litografia

Dopo la vittoria argentina nella battaglia di Ituzaingó nel 1827, la guerra argentino-brasiliana entrò in una fase di stallo, acuita dalla rivolta interna dei governatori federalisti delle province, che costrinse il presidente Bernardino Rivadavia a cercare un accordo con il governo brasiliano. Dalle trattative uscì un trattato di pace per mezzo del quale l'Argentina si impegnava a cedere all'Impero il territorio conteso della Banda Oriental; le dure reazioni all'accordo e il rifiuto da parte delle province di accettare la nuova Costituzione di carattere centralista provocarono la dissoluzione del governo nazionale argentino.
Manuel Dorrego, il nuovo governatore federalista di Buenos Aires al quale le province del Río de la Plata avevano affidato la delega agli affari esteri, firmò alla fine un nuovo trattato di pace con il quale si stabiliva la creazione nei territori contesi di un nuovo stato indipendente, l'Uruguay. Gli ufficiali dell'esercito nazionale, ai quali l'accordo sembrò un tradimento nei confronti dei successi ottenuti sul campo, si misero così a congiurare con gli unitarios allo scopo di rovesciare i governi federalisti delle province argentine.
La prima colonna dell'esercito, di ritorno dai campi di battaglia sotto il comando di Juan Lavalle, prese il potere a Buenos Aires il 1º dicembre 1829; costretto a fuggire dalla città, Dorrego provò ad organizzare la resistenza ma fu sconfitto pochi giorni dopo nella battaglia di Navarro, al termine della quale fu catturato e giustiziato. La seconda colonna invece, al comando di José María Paz, si mise in marcia agli inizi del 1829 verso la provincia di Córdoba, governata da uno dei più influenti governatori federalisti, Juan Bautista Bustos, che era stato diretto superiore dello stesso Paz nella guerra d'indipendenza argentina.
All'arrivo della colonna dell'esercito nazionale, Bustos si ritirò dalla città e, accampato poco lontano da essa, cercò di negoziare una tregua con il generale nemico in attesa dell'arrivo di rinforzi dal capo militare della provincia di La Rioja, Juan Facundo Quiroga. Dopo otto giorni di contrattazioni Paz, convinto della malafede dell'avversario, calò con il suo esercito sull'accampamento di Bustos sconfiggendolo il 22 aprile 1829 nella battaglia di San Roque. Il governatore sconfitto si rifugiò a La Rioja con alcune truppe della sua milizia sotto la protezione di Quiroga.
Rimasto a capo della provincia di Córdoba, Paz si dedicò ai suoi compiti amministrativi, inviando ai governatori vicini messaggi di pace; per tutta risposta Quiroga gli fece recapitare una risposta sprezzante e cominciò ad allestire una campagna militare contro di lui.

## I preparativi della battaglia

### La marcia di Quiroga

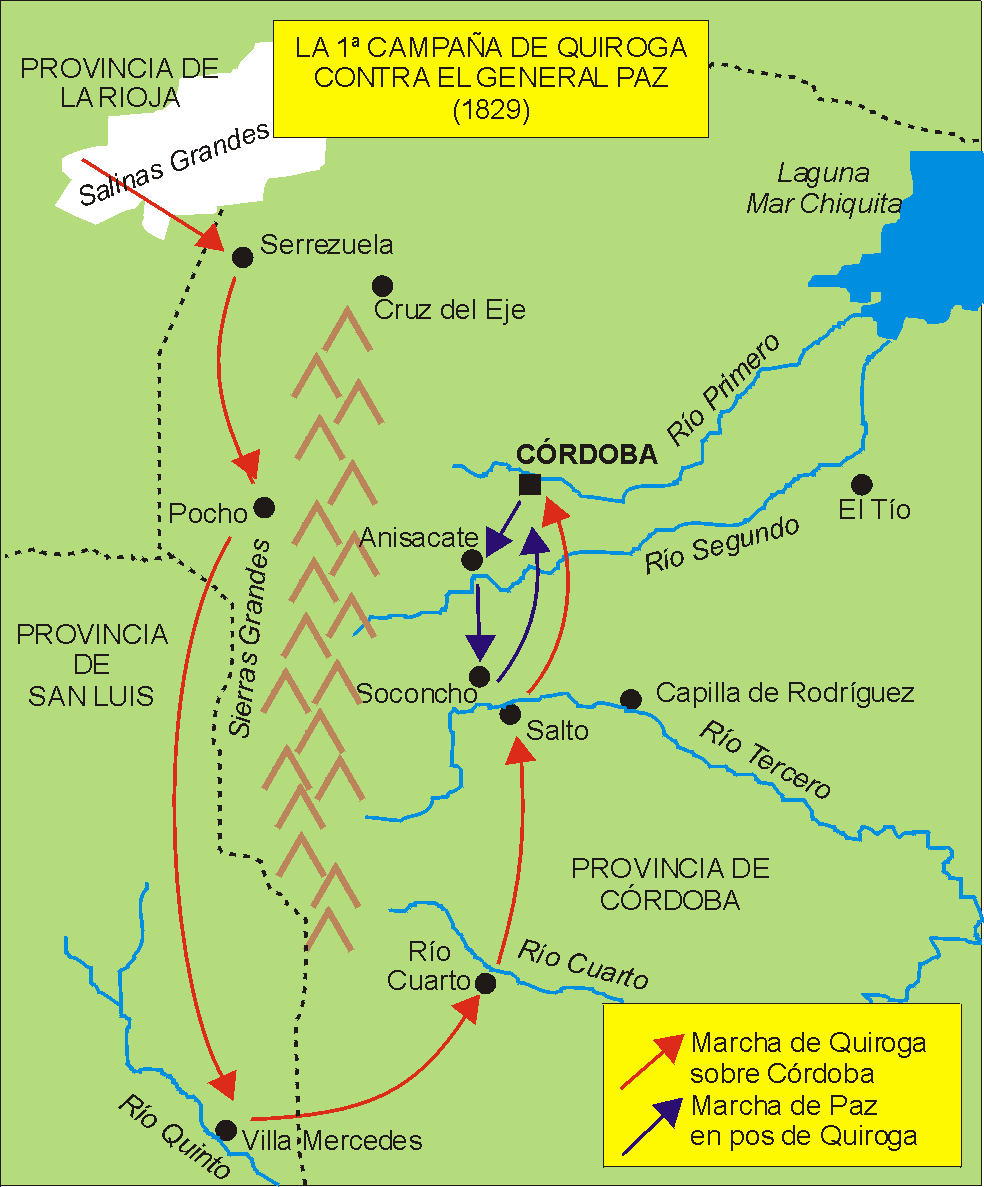
In rosso la marcia intrapresa dall'esercito di Juan Facundo Quiroga nella provincia di Córdoba. In blu le manovre difensive di Paz.

Paz si mise subito all'opera per riorganizzare il suo esercito; chiese aiuto alle vicine province di Tucumán e di Salta e reclutò nuove truppe nella sua provincia. Raccolto un esercito di 5 000 uomini, Quiroga diede inizio all'invasione a metà maggio, impossessandosi della guarnigione di Serrezuela; poi preferì non attraversare la catena montuosa di Sierras Grandes, ma costeggiarla verso sud per entrare nel territorio di San Luis e riunirsi con il contingente di Cuyo. Paz preferì attendere i rinforzi dei governatori amici; ricevuti questi, uscì dalla città e si accampò l'8 giugno ad Anisacate.
Il generale unitario staccò una pattuglia d'avanguardia al comando del colonnello Echeverria con il compito di seguire i movimenti dell'esercito federale; la notte tra il 17 e il 18 giugno la pattuglia si imbatté nei pressi del Río Tercero in una divisione nemica quattro volte più numerosa. La scaramuccia che ne seguì, nella quale gli invasori lasciarono sul terreno diversi uomini, diede maggior morale all'esercito unitario; Quiroga tuttavia accelerò la marcia, eludendo la difesa di Paz, che si trovò attardato per tentare la difesa della città.

### L'occupazione di Córdoba
Mentre Paz si trovava ancora sul Río Tercero, Quiroga arrivò il 20 giugno alle porte di Córdoba, contro la quale produsse una serie di cariche infruttuose. Il giorno seguente intimò la resa alla città, difesa da una piccola guarnigione, che lasciò entrare le truppe federali. Quiroga occupò la piazza con la fanteria, mentre dislocò la sua cavalleria in una pianura poco distante chiamata La Tablada.

La mattina del 22 giugno Paz tenne un consiglio di guerra con i suoi ufficiali. L'esercito unitario si trovò davanti a due possibili alternative: attaccare la città o dirigersi direttamente sulla cavalleria. Il generale scelse la seconda alternativa, nel timore che un attacco alla città avrebbe potuto scoprire la sua retroguardia alla cavalleria nemica.

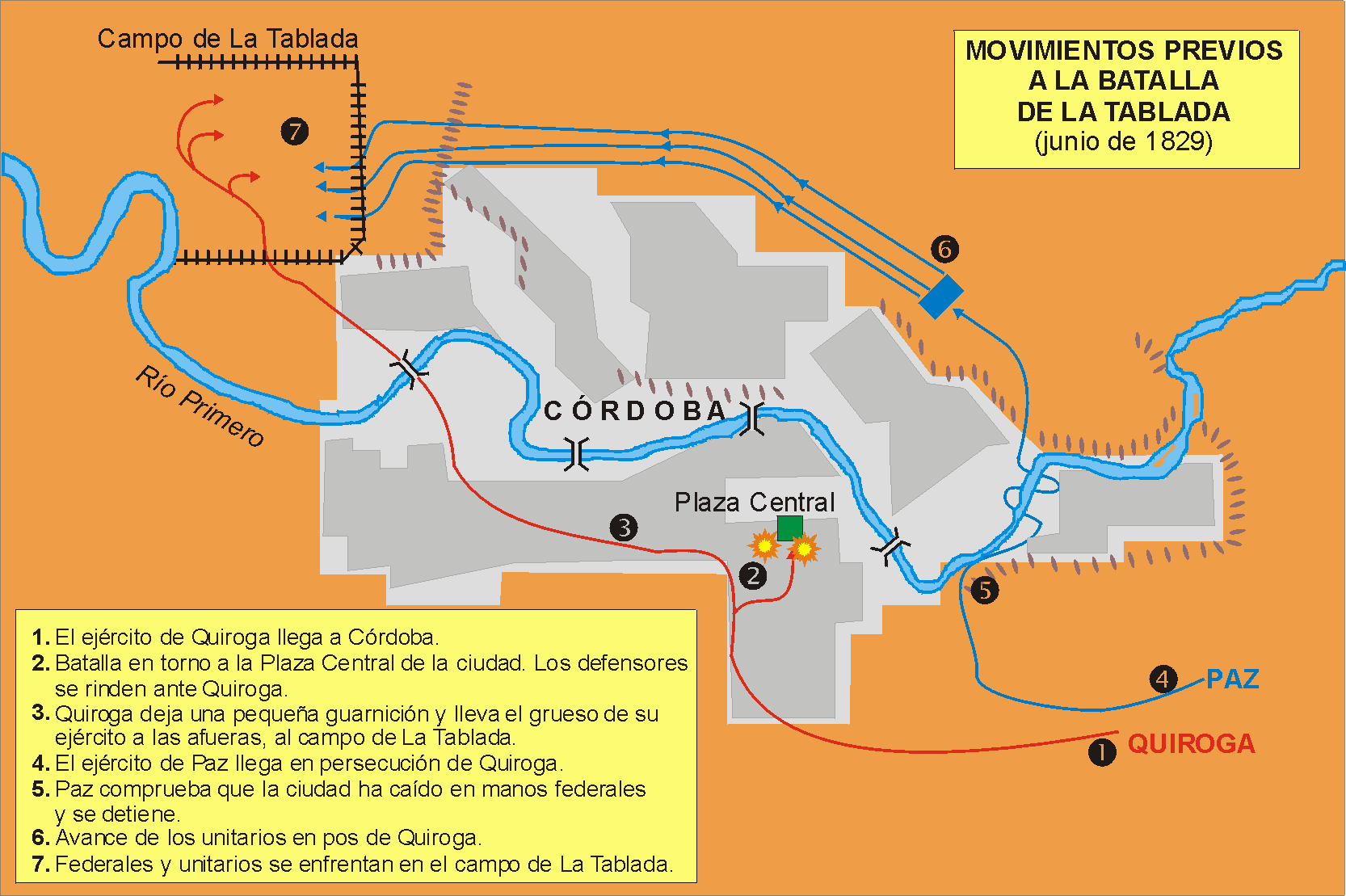
La figura mostra le manovre precedenti la battaglia. Il 21 giugno Quiroga entrò a Córdoba, dove piazzò l'artiglieria; la cavalleria si stabilì in un altopiano poco distante chiamato La Tablada. Il giorno successivo Paz, giunto nei pressi della città, si rese conto della sua occupazione e si diresse verso la cavalleria nemica.

## Le forze in campo

### Esercito unitario
Ad eccezione delle milizie provenienti da Tucumán agli ordini del governatore provinciale Javier López e di alcune altre milizie reclutate di recente a Córdoba, l'esercito unitario era composta per la sua maggior parte da truppe veterane che avevano già combattuto la guerra contro il Brasile. Disponevano di 8 pezzi d'artiglieria, che lo rendevano più lento in marcia, ma sapevano manovrare con disinvoltura agli ordini di ufficiali che si erano distinti nei combattimenti contro altri eserciti regolari.
Il generale Paz era conosciuto come un ottimo organizzatore di truppe, dalle quali esigeva disciplina attraverso l'imposizione di regole inflessibili. Durante le battaglie aveva la capacità di scegliere l'opzione con la maggiore probabilità di successo.

### Esercito federale
L'esercito federale era formato per la sua maggior parte da truppe irregolari, gauchos, figli di pastori, artigiani e lavoratori. Al contrario di Paz, Quiroga non era un tattico, ma disponeva di notevole coraggio e di una grande fiducia nei propri mezzi. Le truppe erano in grandissima parte costituite da cavalleria, dal momento che il comandante non aveva alcuna fiducia nella fanteria, che considerava più un intralcio che una risorsa per il suo modo di intendere la guerra.

## La battaglia

### Primo giorno
Dopo aver scelto di puntare direttamente contro la cavalleria nemica, all'una di pomeriggio Paz fece tagliare in tre punti le recinzioni che impedivano il passaggio; disposto l'esercito su tre colonne, avanzò verso l'altopiano con il fianco sinistro riparato dal profondo solco scavato dal Río Primero, consapevole del fatto che la battaglia si sarebbe decisa sul suo fianco destro. Lo scontro iniziò quando l'ala sinistra dell'esercito federale con una serie di cariche comandate da Aldao attaccò la destra dell'esercito unitario, dove il colonnello Lamadrid si trovò subito in inferiorità numerica; dopo aver effettuato una mezza conversione la cavalleria di Córdoba fu schiacciata verso il centro dello schieramento. I federali arrivarono a circondare l'artiglieria nemica, costringendo Paz a distrarre parte della sua riserva per respingere l'attacco: una carica del comandante Pringles, supportata dal resto del 2º Battaglione di Cavalleria di Pedernera, riuscì a cambiare le sorti della battaglia.
L'ala sinistra unitaria, nel frattempo, dopo aver resistito alle cariche federali cominciò ad avanzare. Nella parte opposta del campo di battaglia Paz si accorse della presenza di Quiroga nelle file della cavalleria retrocessa a seguito della carica di Pringles e decise di concentrare in quel punto il massimo sforzo. Organizzato ormai al tramonto uno squadrone di 300 uomini lo fece avanzare con una serie di mosse che gli permisero di avanzare respingendo nel contempo le cariche nemiche. Respinto il grosso dell'esercito federale verso nord fino al limite di un bosco, Paz poté schierare in aiuto allo squadrone il Battaglione n° 5 di Fanteria con due pezzi d'artiglieria; alla fine Quiroga fu costretto a rifugiarsi nel bosco, dove radunò una parte del suo esercito in ritirata per cercare rifugio a Córdoba, dove aveva lasciato la fanteria.
Paz decise di non seguire la ritirata federale; diede invece disposizione di far riposare e mangiare le sue truppe, che da tre giorni non toccavano cibo a causa della lunga marcia d'inseguimento; per combattere il freddo il generale diede il permesso di accendere dei fuochi. Alle tre di notte cominciarono i preparativi per l'assalto alla città di Córdoba.

### Secondo giorno

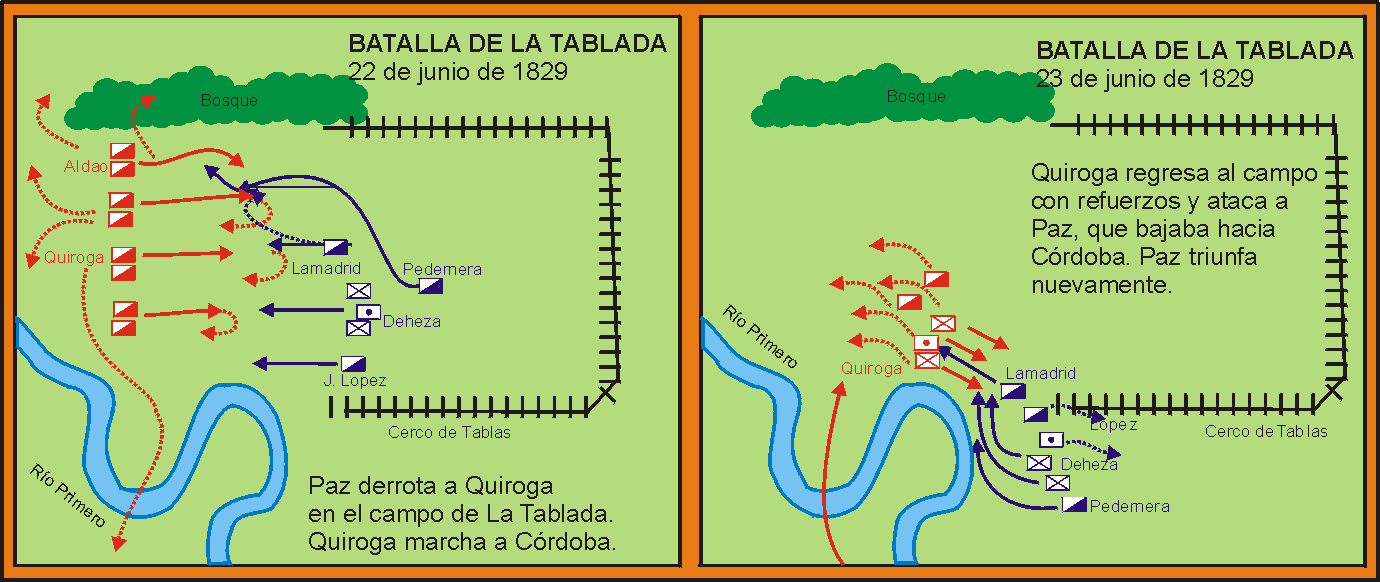
I movimenti dei due eserciti nei due giorni di battaglia.

La mattina del 23 giugno, prima del sorgere del sole, l'esercito unitario iniziò la marcia verso Córdoba. Alla testa della colonna si mise in marcia il Battaglione n°2 di Cavalleria, seguito dai due battaglioni di fanteria, tra i quali fu posta l'artiglieria; la retroguardia era composta dalla cavalleria di Tucumán e da ciò che rimaneva delle milizie volontarie di Lamadrid.
Durante la notte Quiroga aveva raggiunto la città, dalla quale aveva prelevato la fanteria lì dislocata e quattro cannoni sottratti ai difensori di Córdoba al momento dell'occupazione; con questi rinforzi aveva occupato le alture circostanti. Al vedere la colonna unitaria in marcia la attaccò, aprendo il fuoco con i cannoni e la fanteria contro la retroguardia di López e Lamadrid dal fianco destro di quest'ultima. Temendo che la parte posteriore della colonna in fuga precipitasse sul resto della colonna, Paz ordinò ai battaglioni di fanteria di tagliare gli steccati che li racchiudevano come fossero in un vallone e di disporsi a sinistra nel terreno recintato; in questo modo lasciò libero il tragitto all'eventuale fuga disordinata della retroguardia e si preparò ad occupare il fianco del nemico all'inseguimento.
Quiroga tuttavia non fu capace di sfruttare il vantaggio preso con il suo attacco a sorpresa. Il mancato inseguimento delle truppe di cavalleria in rotta permise al comandante unitario di prendere le giuste contromisure: Videla Castillo con i cacciatori e Deheza con il Battaglione n° 5 aggirarono il fronte nemico dal suo lato sinistro, fino a trovarsi alla stessa altezza della fanteria federale, aprendo il fuoco contro di essa. L'intervento del Battaglione n° 2 costrinse alla difensiva l'esercito federale, che si difese disperatamente. Vistosi sconfitto, Quiroga abbandonò il campo di battaglia inseguito vanamente dalle milizie di Lamadrid, lamentando la perdita di un ingentissimo numero di uomini.

### Epilogo
Mentre lo sconfitto Quiroga fuggiva con un gruppo di cavalieri, nell'accampamento unitario furono fucilati numerosi ufficiali federali catturati. Rimaneva da adoperarsi per la riconquista di Córdoba, ancora difesa da una piccola guarnigione federale.
Paz affidò un'intimazione di resa al suo aiutante, il capitano Dionisio Tejedor, che partì con una scorta verso la città, dalla quale tornò con la notizia che la guarnigione era disposta ad arrendersi in cambio della garanzia di avere salva la vita. Il comandante unitario affidò quindi al suo mediatore la risposta positiva alle richieste degli assediati; quando però Tejedor si avvicinò a Córdoba con la sua scorta e la bandiera bianca fu ucciso da una serie di colpi sparati dal tetto di un palazzo. Quando Paz era già pronto a lanciare l'attacco gli si presentò però il tenente colonnello federale José Argüello, che gli assicurò che l'omicidio di Tejedor era stato commesso da cinque uomini della guarnigione che erano già stati presi dalle autorità militari, in attesa di essere processati. L'esercito unitario poté così occupare la città.
Nei giorni successivi alla battaglia Paz si spostò con il suo esercito verso il confine con la provincia di Santa Fe, in previsione di un'invasione del governatore federale di questa, Estanislao López; fu qui raggiunto nella località di El Tío da una delegazione della provincia vicina, che diede inizio ad una serie di negoziazioni per evitare il prolungamento della guerra.

## Conseguenze
Eletto formalmente governatore di Córdoba il 24 agosto 1829, Paz lanciò una campagna nella zona occidentale della sua provincia, dividendo il suo esercito in una serie di unità leggere e lanciandole all'unisono nelle valli della Sierra. In tal modo riuscì a piegare la resistenza interna. Nel frattempo si adoperò per appoggiare l'invasione di Javier López a Catamarca e le effimere rivoluzioni unitarie di Mendoza, San Luis e San Juan, oltre che nel cercare di provocare una frattura tra Quiroga e i governatori di Santa Fe e Buenos Aires, Estanislao López e Juan Manuel de Rosas, usciti vincenti dallo scontro con Lavalle. In questo contesto si dissolse la Convenzione Nazionale di Santa Fe, indetta all'indomani delle dimissioni di Rivadavia e svuotata di potere ormai dalle rivalità personali dei governatori provinciali rioplatensi.
Da parte sua, Quiroga non accettò mai alcuna negoziazione; dopo avere aiutato Aldao ad avere ragione della rivoluzione unitaria del generale Alvarado a Mendoza intraprese una nuova campagna militare contro Paz al comando di 4 000 uomini, che si concluse in una nuova sconfitta ad Oncativo. Il generale unitario promosse quindi una coalizione unitaria nelle province interne, che alla fine provocò la reazione di Estanislao López. Dopo la cattura di Paz da parte di una pattuglia federale l'alleanza unitaria fu rapidamente sconfitta.